# Quattro comanderie di Han
Le quattro comanderie di Han (한사군?, 漢四郡?, HansagunLR o 한군현?, 漢郡縣?, HangunhyeonLR) furono una colonia cinese situata nel nord della penisola coreana e in parte della penisola di Liaodong. Consistevano in Lelang, Lintun, Zhenfan e Xuantu.

## Storia

### 108 a.C.-82 a.C.: istituzione

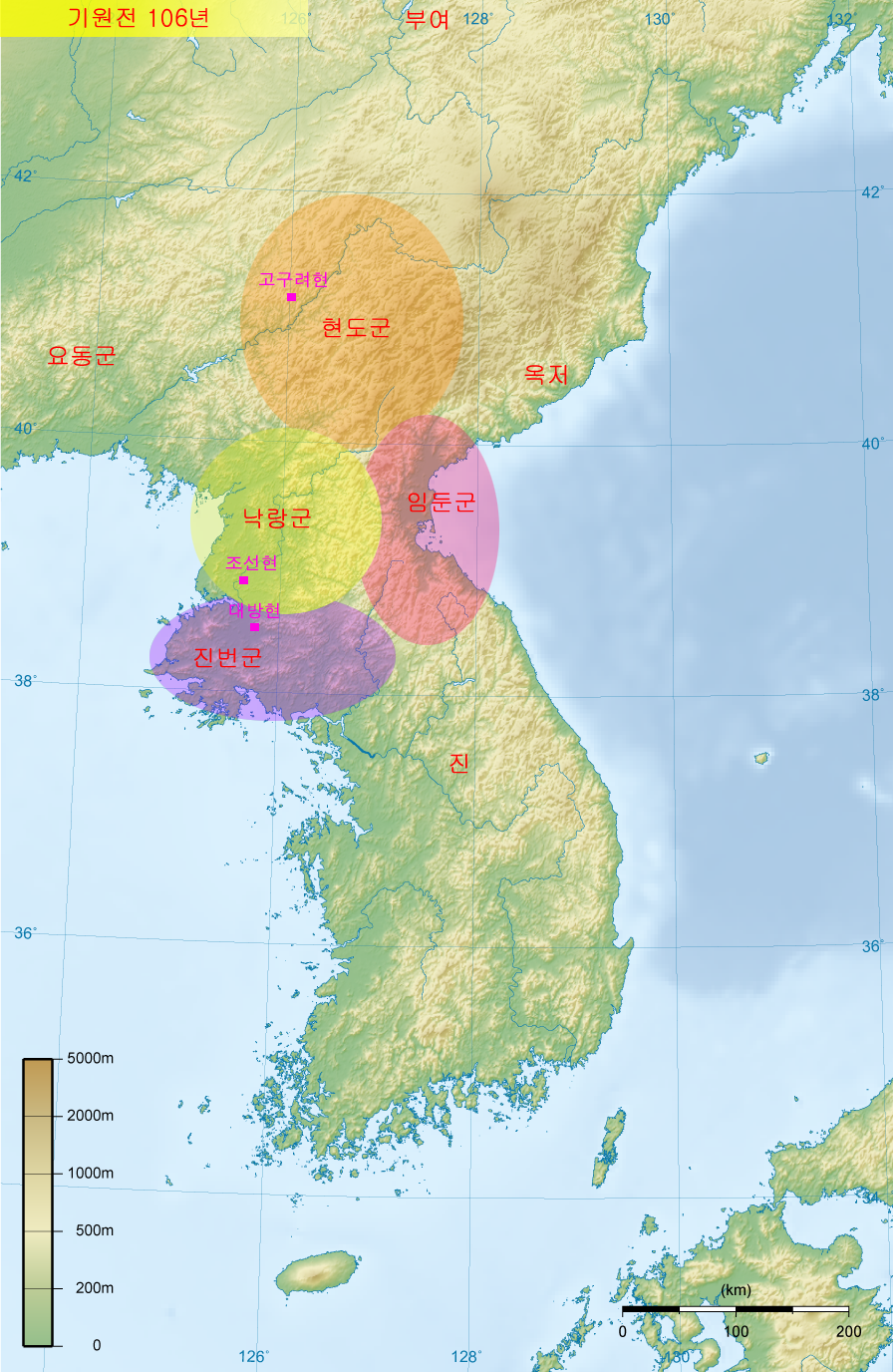
Le quattro comanderie. Xuantu nella parte nord, Nangnang a ovest, Lintun a est e Zhenfan a sud-ovest.

Le comanderie furono istituite dall'imperatore Wu della dinastia Han nel primo secolo a.C. in seguito alla conquista di Wiman Joseon allo scopo di controllare la popolazione dell'area precedentemente occupata da Gojoseon fino a sud del fiume Han. Tre di esse nacquero nel 108 a.C., mentre la quarta, Xuantu, fu fondata un anno più tardi nel territorio della tribù Yemaek. In precedenza, prima del crollo di Gojoseon, Han aveva fondato la comanderia di Canghai nel 128 a.C., abolita nel 126 a.C. a causa delle difficoltà nell'amministrarla.
La Cina istituì il proprio centro amministrativo nella comanderia di Lelang (낙랑군/락랑군?, 樂浪郡?, Nangnanggun/RangnanggunLR) che, secondo il Libro degli Han, contava 25 prefetture, 62.812 case e 406.748 abitanti. La capitale omonima, diventata in epoca moderna un distretto di Pyongyang, era una vera e propria città cinese che dava alloggio al governatore, ai funzionari, ai mercanti e ai coloni cinesi. Questo ebbe un impatto considerevole sulla vita della popolazione locale, erodendo alla fine il tessuto stesso della società di Gojoseon. Le altre comanderie erano Lintun (임둔군?, 臨屯郡?, ImdungunLR), Zhenfan (진번군?, 真番郡?, JinbeongunLR) e Xuantu (현도군?, 玄菟郡?, HyeondogunLR). La prima era situata a est, aveva 15 prefetture e i suoi confini coincidevano quasi completamente con quelli della successiva provincia di Gangwon, con sede nella prefettura di Dongyi, corrispondente alla successiva Gangneung. La seconda, invece, formata da 15 prefetture, aveva quella di Zha come centro. La sua reale ubicazione è discussa, ma la teoria preferita è che si trovasse a sud rispetto alle altre. La comanderia di Xuantu si trovava invece a nord di Lelang e Lintun.

### 82 a.C.-IV secolo: declino e caduta
Con la morte dell'imperatore Wu nell'82 a.C., la dinastia Han cessò la propria politica espansionistica e non mandò più i soldati nelle periferie dell'impero; la popolazione locale iniziò quindi a ribellarsi e rifiutare il governo cinese, e nell'87 a.C. le comanderie di Lintun e Zhenfan scomparvero. Della prima, nove prefetture furono abolite e le altre sei (Dongyi, Buer, Cantai, Huali, Xietoumei e Qianmo), inclusa la prefettura di Fuzu, furono unite alla comanderia di Xuantu, mentre la seconda comanderia fu annessa a Lelang. Nel 75 a.C. Xuantu fu costretta a spostare la propria sede dal forte di Okjeo verso ovest, sulla penisola di Liaodong, a causa delle incursioni delle tribù indigene Yemaek, e pertanto le contee un tempo di Lintun furono riassegnate a Lelang. A Xuantu rimasero così solo tre contee, ovverosia Gaogouli, Shangyintai e Xigaima.
In seguito all'annessione dei territori delle altre comanderie nei propri, Lelang istituì l'ufficio per la difesa della sezione meridionale (남부도위?, 南部都尉?, Nambudo-wiLR) per governare le prefetture precedentemente di Zhenfan e l'ufficio per la difesa della sezione orientale (동부도위?, 東部都尉?, Dongbudo-wiLR) per quelle di Lintun. Immigrati dagli stati di Yan e Qi s'insediarono nella zona portando con loro la cultura cinese e, tra loro, il clan Wang in particolare acquisì potere. Quando la dinastia Han fu conquistata da Wang Mang all'inizio del primo secolo d.C., a Lelang Wang Tiao sollevò una ribellione e cercò di separarsi dalla Cina, ma fu fermato cinque anni dopo, nel 30, da Wang Zun, che fu nominato governatore di Lelang dall'imperatore Guangwu della dinastia Han orientale: la comanderia tornò ancora una volta sotto il controllo cinese, ma la mancanza di risorse umane causata dal tumulto portò all'abolizione delle sette prefetture orientali.
Alla fine del secondo secolo, con il declino degli Han orientali, il governatore di Liaodong e generale Gongsun Du estese il suo dominio a spese delle terre coreane. Nel 204, suo figlio Gongsun Kang separò la metà meridionale di Lelang e istituì la comanderia di Daifang (대방군?, 帶方郡?, DaebanggunLR). Nel 236, per ordine dell'imperatore Cao Rui di Cao Wei, Sima Yi annientò la famiglia Gongsun, e il Liaodong, Lelang e Daifang finirono sotto il controllo della dinastia Wei. Sima Yi non incoraggiò i coloni di frontiera a vivere nel nord-est della Cina, ma ordinò che coloro che desideravano tornare nella Cina costiera e centrale lo facessero, evacuando la regione dai coloni cinesi. Anche Xuantu, che aveva dovuto spostarsi in nuovi territori per due volte a causa di attacchi degli indigeni, finì sotto il controllo di Wei.
Lelang, Daifang e Xuantu furono poi controllate dalla dinastia Jin, che, a causa delle guerre civili all'inizio del quarto secolo, non riuscì a tenere i territori a nord della penisola coreana e le comanderie di frontiera, che restarono in mano ai residenti della Cina degli Han rimasti. Secondo lo Zizhi Tongjian, Zhang Tong di Liaodong, Wang Zun di Lelang e oltre mille famiglie decisero di separarsi da Jin e arrendersi al signore della guerra di etnia Xianbei Murong Hui. Nel 313, Goguryeo conquistò i territori di Lelang, nel 314 quelli di Daifang e nel 319 quelli di Xuantu. Con la conquista di Lelang, ebbe fine il dominio cinese sulla penisola coreana.

## Eredità
Le comanderie fecero da porta per la diffusione della cultura, della tecnologia e della dottrina delle pianure centrali cinesi, incoraggiando una preferenza per gli opulenti beni Han tra i capi indigeni della Manciuria e nella penisola coreana come mezzo per assicurarsi il potere politico. Quando le confederazioni Jinhan e Byeonhan ebbero difficoltà a importare specchi da Han, Lelang rispose producendo delle imitazioni, segno che le comanderie intendevano portare quelle terre sotto la loro influenza.
Dopo la conquista delle comanderie, Goguryeo e i sistemi politici indigeni che diventarono poi Baekje e Silla crebbero e si svilupparono rapidamente, influenzati in gran parte dalla loro cultura. Goguryeo assorbì la maggior parte di quanto restava dell'infrastruttura e dell'economia di Lelang, istituendo la fortezza e la città di Pyongyang nel 334 al centro della vecchia comanderia. Alla fine del quarto secolo, per concentrarsi sulla crescente minaccia rappresentata da Baekje, Goguryeo iniziò a rafforzare e governare attivamente la città, spostandovi la capitale nel 427 per amministrare i territori con maggiore efficacia.
La conquista della Corea da parte di Han è contestata dagli studiosi nordcoreani e da parte del mondo accademico sudcoreano, che sostengono che in realtà le comanderie esistessero fuori dalla penisola, nella comanderia di Liaodong. Le tombe cinesi sono state re-interpretate come resti di Gojoseon o Goguryeo, mentre i manufatti innegabilmente somiglianti a quelli risalenti alla dinastia Han sono presentati come prodotti di scambi commerciali, o falsi. Secondo la Corea del Nord, sono esistite due Lelang, una amministrata da Han sul fiume Liao nella penisola di Liaodong, e una indipendente in Corea.